# 嗣伯
嗣伯（しはく、生没年不詳）は、中国の西周時代の諸侯国の衛の第4代君主。名は不明。孝伯の子で、寁伯の父。在位期間は西周の中期である。